# Alycia Parks
Pour les articles homonymes, voir Parks.
Alycia Parks, née le 31 décembre 2000 à Atlanta, est une joueuse de tennis américaine, professionnelle depuis 2017.

## Carrière
Après plusieurs années à écumer les tournois ITF nord-américains, Alycia Parks décroche un premier titre à Orlando en novembre 2020. Elle dispute en 2021 sur invitation le tournoi de Lausanne où elle accède au second tour, et l'US Open où elle échoue au premier tour. Elle se fait remarquer en servant à 206 km/h, égalant le record du tournoi détenu par Venus Williams.
Elle se révèle au cours de la saison 2022, disputant tout d'abord deux finales en ITF à Rome et Arcadia. En octobre, elle gagne son premier titre WTA en double lors du tournoi WTA 500 d'Ostrava avec sa compatriote Caty McNally. Sur ce même tournoi, en simple, elle sort des qualifications et crée l'exploit au premier tour en battant Karolína Plíšková puis atteint les quarts de finale.
Début novembre, elle remporte un titre en double en catégorie WTA 125 lors du tournoi de Midland. Elle gagne son premier titre en simple dans cette catégorie au tournoi d'Andorre ce qui lui permet de rentrer dans le Top 100 mondial. Elle remporte son 2e titre WTA 125 en simple une semaine plus tard au tournoi d'Angers où elle remporte également le double avec sa partenaire chinoise Zhang Shuai.
Début février 2023, elle enchaîne à Lyon en battant successivement l'Autrichienne Julia Grabher (6-3, 5-7, 6-4), la Croate Petra Martić, contre qui elle passe proche de la défaite (2-6, 7-6, 6-2), la Monténégrine Danka Kovinić (7-5, 6-2) et la surprise Maryna Zanevska (6-3, 7-6). Pour sa première finale sur le circuit principal, elle affronte la Française cinquième mondiale Caroline Garcia. Elle crée la surprise en s'imposant (7-6, 7-5) et gagne ainsi son premier WTA 250.

## Palmarès

### Titre en simple dames
| No | Date       | Nom et lieu du tournoi                 | Catégorie | Dotation  | Surface    | Finaliste       | Score     |          |
| -- | ---------- | -------------------------------------- | --------- | --------- | ---------- | --------------- | --------- | -------- |
| 1  | 30-01-2023 | Open 6e sens – Métropole de Lyon, Lyon | WTA 250   | 259 303 $ | Dur (int.) | Caroline Garcia | 7-67, 7-5 | Parcours |

### Finale en simple dames
Aucune

### Titres en double dames
| No | Date       | Nom et lieu du tournoi             | Catégorie | Dotation    | Surface    | Partenaire      | Finalistes                           | Score             |          |
| -- | ---------- | ---------------------------------- | --------- | ----------- | ---------- | --------------- | ------------------------------------ | ----------------- | -------- |
| 1  | 03-10-2022 | Agel Open 2022 Ostrava             | WTA 500   | 757 900 $   | Dur (int.) | Caty McNally    | Alicja Rosolska Erin Routliffe       | 6-3, 6-2          | Parcours |
| 2  | 14-08-2023 | Western & Southern Open Cincinnati | WTA 1000  | 2 788 468 $ | Dur (ext.) | Taylor Townsend | Nicole Melichar-Martinez Ellen Perez | 61-7, 6-4, [10-6] | Parcours |

### Finale en double dames
| No | Date       | Nom et lieu du tournoi                 | Catégorie | Dotation  | Surface      | Vainqueures                      | Partenaire   | Score     |          |
| -- | ---------- | -------------------------------------- | --------- | --------- | ------------ | -------------------------------- | ------------ | --------- | -------- |
| 1  | 19-06-2023 | Rothesay Classic Birmingham Birmingham | WTA 250   | 259 303 $ | Gazon (ext.) | Marta Kostyuk Barbora Krejčíková | Storm Hunter | 6-2, 7-67 | Parcours |

### Titres en simple en WTA 125
| No | Date       | Nom et lieu du tournoi                  | Catégorie | Dotation  | Surface      | Finaliste          | Score          |          |
| -- | ---------- | --------------------------------------- | --------- | --------- | ------------ | ------------------ | -------------- | -------- |
| 1  | 28-11-2022 | Crèdit Andorrà Open, Andorre-la-Vieille | WTA 125   | 115 000 $ | Dur (int.)   | Rebecca Peterson   | 6-1, 6-4       | Parcours |
| 2  | 05-12-2022 | Open P2i Angers Arena Loire, Angers     | WTA 125   | 115 000 $ | Dur (int.)   | Anna-Lena Friedsam | 6-4, 4-6, 6-4  | Parcours |
| 3  | 17-06-2024 | Veneto Open, Gaiba                      | WTA 125   | 115 000 $ | Gazon (ext.) | Bernarda Pera      | 6-3, 6-1       | Parcours |
| 4  | 22-07-2024 | Polish Open, Varsovie                   | WTA 125   | 115 000 $ | Dur (ext.)   | Maya Joint         | 4-6, 6-3, 6-3  | Parcours |
| 5  | 02-12-2024 | Open In Arte Angers Loire, Angers       | WTA 125   | 115 000 $ | Dur (int.)   | Belinda Bencic     | 7-64, 3-6, 6-0 | Parcours |

### Finale en simple en WTA 125
| No | Date       | Nom et lieu du tournoi      | Catégorie | Dotation  | Surface    | Vainqueure     | Score    |          |
| -- | ---------- | --------------------------- | --------- | --------- | ---------- | -------------- | -------- | -------- |
| 1  | 04-11-2024 | Dow Tennis Classic, Midland | WTA 125   | 115 000 $ | Dur (int.) | Rebecca Marino | 6-2, 6-1 | Parcours |

### Titres en double en WTA 125
| No | Date       | Nom et lieu du tournoi             | Catégorie | Dotation  | Surface      | Partenaire      | Finalistes                              | Score     |          |
| -- | ---------- | ---------------------------------- | --------- | --------- | ------------ | --------------- | --------------------------------------- | --------- | -------- |
| 1  | 31-10-2022 | Dow Tennis Classic Midland         | WTA 125   | 115 000 $ | Dur (int.)   | Asia Muhammad   | Anna-Lena Friedsam Nadiia Kichenok      | 6-2, 6-3  | Parcours |
| 2  | 05-12-2022 | Open P2i Angers Arena Loire Angers | WTA 125   | 115 000 $ | Dur (int.)   | Zhang Shuai     | Miriam Kolodziejová Markéta Vondroušová | 6-2, 6-2  | Parcours |
| 3  | 17-06-2024 | Veneto Open Gaiba                  | WTA 125   | 115 000 $ | Gazon (ext.) | Hailey Baptiste | Miriam Kolodziejová Anna Sisková        | 7-64, 6-2 | Parcours |

### Finale en double en WTA 125
| No | Date       | Nom et lieu du tournoi | Catégorie | Dotation  | Surface      | Vainqueures                  | Partenaire      | Score              |          |
| -- | ---------- | ---------------------- | --------- | --------- | ------------ | ---------------------------- | --------------- | ------------------ | -------- |
| 1  | 15-05-2023 | Trophée Clarins Paris  | WTA 125   | 115 000 $ | Terre (ext.) | Anna Danilina Vera Zvonareva | Nadiia Kichenok | 5-7, 7-62, [14-12] | Parcours |

## Parcours en Grand Chelem

### En simple dames
| Année | Open d'Australie | Open d'Australie | Internationaux de France | Internationaux de France | Wimbledon       | Wimbledon          | US Open         | US Open                   |
| ----- | ---------------- | ---------------- | ------------------------ | ------------------------ | --------------- | ------------------ | --------------- | ------------------------- |
| 2022  | Q2               | Harriet Dart     | Q1                       | Rebecca Šramková         | Q1              | Mariam Bolkvadze   | Q1              | Alexandra Cadanțu-Ignatik |
| 2023  | Q2               | Sára Bejlek      | 1er tour (1/64)          | Markéta Vondroušová      | 2e tour (1/32)  | Ana Bogdan         | 1er tour (1/64) | Daria Kasatkina           |
| 2024  | 3e tour (1/16)   | Coco Gauff       | Q2                       | Sara Saito               | 1er tour (1/64) | Caroline Wozniacki | Q2              | Déspina Papamichaíl       |
| 2025  | Q1               | Mirjam Björklund | 2e tour (1/32)           | Elsa Jacquemot           | 1er tour (1/64) | Belinda Bencic     |                 |                           |

N.B. : à droite du résultat se trouve le nom de l'ultime adversaire.

### En double dames
| 2023 | 1/8 de finale O. Kalashnikova \|\| style="text-align:left;" \| B. Krejčíková K. Siniaková | 2e tour (1/16) P. Stearns \|\| style="text-align:left;" \| N. Melichar-Martinez E. Perez | 1er tour (1/32) P. Stearns \|\| style="text-align:left;" \| L. Fernandez T. Townsend   | 3e tour (1/8) S. Chang \|\| style="text-align:left;" \| M. Linette B. Pera              |  |
| 2024 | 1er tour (1/32) S. Chang \|\| style="text-align:left;" \| E. Hozumi M. Ninomiya           | 1er tour (1/32) H. Baptiste \|\| style="text-align:left;" \| E. Shibahara Wang Xn.       | 2e tour (1/16) H. Baptiste \|\| style="text-align:left;" \| B. Krejčíková L. Siegemund | 2e tour (1/16) C. Osorio \|\| style="text-align:left;" \| M. Andreeva A. Pavlyuchenkova |  |
| 2025 | 1er tour (1/32) Tang Q. \|\| style="text-align:left;" \| Xu Y. Yang Z.                    | 1er tour (1/32) C. Osorio \|\| style="text-align:left;" \| Wu F.-h. Jiang X.             | 2e tour (1/16) C. Osorio \|\| style="text-align:left;" \| N. Melichar L. Samsonova     |                                                                                         |  |

N.B. : le nom de la partenaire se trouve sous le résultat ; les noms des ultimes adversaires se trouvent à droite.

### En double mixte
| Année | Open d'Australie | Open d'Australie | Internationaux de France | Internationaux de France | Wimbledon | Wimbledon | US Open                                                                            | US Open |
| ----- | ---------------- | ---------------- | ------------------------ | ------------------------ | --------- | --------- | ---------------------------------------------------------------------------------- | ------- |
| 2022  | —                | —                | —                        | —                        | —         | —         | 1er tour (1/16) C. Eubanks \|\| style="text-align:left;" \| N. Skupski D. Krawczyk |         |
| 2023  | —                | —                | —                        | —                        | —         | —         | 1/8 de finale D. Kudla \|\| style="text-align:left;" \| A. Danilina H. Heliövaara  |         |
| 2024  | —                | —                | —                        | —                        | —         | —         | 2e tour (1/8) J. Withrow \|\| style="text-align:left;" \| T.C. Grant A. Kovacevic  |         |

N.B. : le nom du partenaire se trouve sous le résultat ; les noms des ultimes adversaires se trouvent à droite.

## Parcours en WTA 1000
Les tournois WTA « Premier Mandatory » et « Premier 5 » (entre 2009 et 2020) et WTA 1000 (à partir de 2021) constituent les catégories d'épreuves les plus prestigieuses, après les quatre levées du Grand Chelem. 

De 2009 à 2023, les tournois Premier Mandatory (dits tournois WTA 1000 obligatoires entre 2021 et 2023) regroupent Indian Wells, Miami, Madrid et Pékin, les autres constituant les tournois Premier 5 (tournois WTA 1000 non-obligatoires). À partir de 2024, le nombre de tournois WTA 1000 passe à 10 par saison (fin de l’alternance Doha / Dubaï), ces derniers devenant tous obligatoires et offrant tous 1000 points à la vainqueure (contre 900 points précédemment pour les tournois Premier 5).

### En simple dames
| Année |       |                         |                           |                               |                             |                             |                              |                            |                               |                              |  |                          |
| Doha  | Dubaï | Indian Wells            | Miami                     | Madrid                        | Rome                        | Canada                      | Cincinnati                   | Pékin                      |                               | Wuhan                        |  |                          |
| Doha  | Dubaï | Indian Wells            | Miami                     | Madrid                        | Rome                        | Canada                      | Cincinnati                   | Pékin                      | Guadalajara                   |                              |  |                          |
| Doha  | Dubaï | Indian Wells            | Miami                     | Madrid                        | Rome                        | Canada                      | Cincinnati                   | Pékin                      |                               |                              |  |                          |
| 2023  |       | WTA 500                 |                           | 1er tour (1/64) A. Kalinskaya | 1er tour (1/64) E. Mertens  | 3e tour (1/16) M. Trevisan  | 1er tour (1/64) A. Kontaveit | 2e tour (1/16) B. Bencic   |                               | 1er tour (1/32) L. Samsonova |  | 2e tour (1/16) O. Jabeur |
| 2024  |       |                         |                           |                               |                             |                             |                              |                            |                               | 2e tour (1/32) M. Fręch      |  |                          |
| 2025  |       | 2e tour (1/16) S. Kenin | 2e tour (1/16) S. Cîrstea | 2e tour (1/32) D. Shnaider    | 2e tour (1/32) L. Fernandez | 2e tour (1/32) D. Kasatkina | 1er tour (1/64) J. Cristian  | 1er tour (1/64) C. McNally | 1er tour (1/64) B. Krejčíková |                              |  |                          |

Sous le résultat, l’ultime adversaire.
1. 1 2   Les tournois de Doha et Dubaï alternent le statut de tournoi WTA 1000 (ex Premier 5) entre 2009 et 2023 : les trois premières éditions ont lieu à Dubaï, les trois suivantes à Doha, puis Dubaï accueille le tournoi de cette catégorie les années impaires et Dubaï les années paires. De 2011 à 2023, la ville qui n’accueille pas de WTA 1000 organise à la place un tournoi WTA 500 (ex Premier).
2. 1 2 3 4 5 6 7   L’ordre de déroulement des tournois a évolué depuis 2009 : Rome se dispute avant Madrid et Cincinnati avant Montréal/Toronto jusqu’en 2010, tandis que Tokyo (2009-2013)-Wuhan (2014-2019, 2024-)-Guadalajara (2022-2023) ont lieu avant Pékin jusqu’en 2023.

## Records et statistiques

### Victoires sur le top 10
Toutes ses victoires sur des joueuses classées dans le top 10 de la WTA lors de la rencontre.
| Légende      |
| ------------ |
| Grand Chelem |
| WTA 1000     |
| WTA 500      |
| WTA 250      |
| Fed Cup      |

| # | Rang  |  | Tournoi | Année | Surface    |  | Adversaire      | Rang | Tour   | Score     | Tableau |
| - | ----- |  | ------- | ----- | ---------- |  | --------------- | ---- | ------ | --------- | ------- |
| 1 | no 79 |  | Lyon    | 2023  | Dur indoor |  | Caroline Garcia | no 5 | Finale | 7-67, 7-5 | Tableau |

## Classements WTA en fin de saison
| Année          | 2017 | 2018 | 2019 | 2020 | 2021 | 2022 | 2023 | 2024 |
| Rang en simple | 1208 | 984  | 386  | 364  | 237  | 118  | 47   | 112  |
| Rang en double | 1261 | 706  | 582  | 577  | 368  | 68   | 31   | 80   |

Source : (en) Classements de Alycia Parks sur le site officiel de la Fédération internationale de tennis